# Huculská republika
Huculská republika byl krátkou dobu existující stát na území dnešní Zakarpatské oblasti na Ukrajině. Stát existoval v lednu až červnu 1919, nebyl však nikým uznán.

## Historie
Stát byl vyhlášen na území ukrajinsky hovořící části Uher. Jednalo se o druhý, opět neúspěšný pokus o vytvoření samostatného státu na tomto území; dřívější pokus o vytvoření samostatného státu Západoukrajinská republika též selhal. Za předsedu vlády nově vzniklého státu byl zvolen Štefan Kločurak, který též zorganizoval ozbrojené složky republiky čítající téměř tisíc vojáků. Stát zanikl po invazi rumunských vojáků v červnu 1919.
Oproti ideji samostatného státu se též ozývaly hlasy části rusínské inteligence k udržení integrity bývalých Uher, či připojení země k tehdejší Ukrajinské SSR. Z Ruska však plynula obava kvůli bolševismu, neboť i bývalá Ukrajinská lidová republika byla po obsazení Rudou armádou (v únoru 1919) transformována do Ukrajinské SSR a maďarsky orientovaní Rusíni ztratili v Maďarsku po komunistickém převratu a následném vytvoření Maďarské republiky rad oporu.
Toto území se později na základě minoritní Saint-Germainské smlouvy z roku 1919 stalo jako Podkarpatská Rus součástí Československa. Pro rusínskou politickou reprezentaci bylo připojení k Československu v té době prakticky poslední alternativou.